# 라온중학교
라온중학교는 대한민국 경기도 평택시 서정동에 있는 사립 중학교이다.

## 학교 연혁
- 1970년 8월 10일 : 학교 법인 한성학원 설립인가
- 1970년 8월 10일 : 학교 법인 한성학원 임한석 이사장 취임
- 1971년 1월 26일 : 송탄여자중학교 인가(6학급)
- 1971년 2월 9일 : 송탄여자중학교 교사 준공
- 1971년 3월 2일 : 초대 이길환 교장 취임
- 1983년 9월 1일 : 한성 학원에서 충일 학원으로 변경
- 1983년 9월 1일 : 학교법인 충일학원 김종무 이사장 취임
- 2003년 2월 10일 : 신관 교실 증축 준공 (교실 8개)
- 2004년 1월 28일 : 학칙변경인가 (21학급)
- 2004년 9월 15일 : 도서관 증축 (교실 3실)
- 2007년 3월 1일 : 남녀공학 승인
- 2007년 3월 1일 : 송탄여자중학교에서 송탄제일중학교로 교명 변경
- 2014년 12월 19일 : 이규상 이사장 취임
- 2018년 3월 1일 : 송탄제일중학교에서 라온중학교로 교명 변경
- 2020년 4월 1일 : 라온중학교 야구부 창단
- 2022년 3월 1일 : 제16대 안효식 교장 취임
- 2024년 1월 15일 : 제51회 졸업 178명(총 11,207명)

## 참고 자료
- 라온중학교 - 한국교육학술정보원 학교알리미